# Лео Россі
Лео Россі (англ. Leo Rossi; 26 червня 1946) — американський актор, відомий за такими фільмами, як «Геловін 2» (1981), «Безжалісний» (1989), та «Маніяк поліцейський 2» (1990).

## Біографія
Лео Россі народився 26 червня 1946 року в місті Трентон, штат Нью-Джерсі, США. Виріс у Філадельфії, штат Пенсільванія. Лео починав грати в аматорському театрі, а з середини 70-х років почав зніматися у кіно і на телебаченні.

## Вибіркова фільмографія
- 1975 — Alias Big Cherry
- 1977 — Містер Мільярд / Mr. Billion
- 1977 — Grand Theft Auto
- 1981 — Геловін 2 / Halloween II
- 1983 — Heart Like a Wheel
- 1986 — River's Edge
- 1987 — Black Widow
- 1989 — Список жертв / Hit List
- 1989 — Безжалісний / Relentless
- 1990 — Маніяк поліцейський 2 / Maniac Cop 2
- 1992 — Безжалісний 2 / Dead On: Relentless II
- 1993 — Безжалісний 3 / Relentless 3
- 1994 — Безжалісний 4 / Relentless IV: Ashes to Ashes
- 1994 — Злочин / Felony
- 1995 — Загадай маленьку мрію 2 / Dream a Little Dream 2
- 1996 — Холоднокровне вбивство / In Cold Blood
- 1999 — Аналізуй це / Analyze this
- 2001 — Ніч у барі Мак-Кула / One Night at McCool's
- 2003 — Луні Тюнз: Знову в дії / Looney Tunes: Back in Action
- 2006 — Все включено / All In
- 2006 — Перехрестя Десятої і Вульф / 10th & Wolf
- 2018 — Кодекс Готті / Gotti